# 黎兆棠
黎兆棠（？—？），字召民，為中國清朝官員，廣東廣州府順德縣人。咸豐三年（1853年）中舉人，咸豐六年（1856年）三甲第二十二名賜同進士出身。
同治八年（1869年）奉旨任按察使銜分巡台灣兵備道，任內發生大南澳事件。